# Вронский, Юрий Петрович
Юрий Петрович Вронский (1927—2008) — советский и российский детский прозаик, поэт, переводчик.

## Биография
Родился в Москве 23 июля 1927 года. Окончил МГПИ им. Ленина. Член Союза писателей с 1964 года. Умер в 2008 году.
Жена — переводчица Любовь Григорьевна Горлина.

## Награды
- Национальная премия «Имперская культура» имени Эдуарда Володина за 2006 год. В номинации «Детская книга» - за книгу «Странствие Кукши за тридевять морей».[2]

## Произведения
- «Белгородские колодцы» (баллада)
- «Злой город» (баллада)
- «Юрьевская прорубь» (баллада)
- «Магнус Эриксон, король свеев и мурманов. Северное предание» (баллада)
- «Новгородский колокол. Валдайская легенда» (баллада)
- «Необычайные приключения Кукши из Домовичей» (повесть)
- «Кукша в Царьграде» (повесть)
- «Куда девались паруса»
- «Странствие Кукши за тридевять морей» (2006)
- «Рассказы о древнем Новгороде» (2008)

## Экранизации
- «И на камнях растут деревья»

## Песни на стихи в переводах Юрия Вронского
• Короче день, длиннее ночь (музыка Григория Гладкова, стихи Альфа Прёйсна)
• На свете жил мышонок (музыка Григория Гладкова, норвежская народная поэзия)
• Ты да я, да мы с тобой в деревянном башмаке (музыка Григория Гладкова, норвежская народная поэзия)
• У Пера когда-то корова была (музыка Григория Гладкова, норвежская народная поэзия)
• У Пера когда-то корова была (музыка Александра Суханова, норвежская народная поэзия)
• Сара Бара-Бу (музыка Максима Леонидова и Николая Фоменко, стихи Синкен Хопп)
• Уист-Уи (музыка Максима Леонидова и Николая Фоменко, стихи Синкен Хопп)
• Ведьма (музыка Максима Леонидова и Николая Фоменко, стихи Синкен Хопп)
• Живёт кондитер грустный на крошке-островке (музыка Александра Лонгина, стихи Ингер Хагеруп)

## Переводы
- Из норвежской поэзии: 10 норвежских лириков / Сост. И. Дмоховская, Л. Горлина; Послесл. Л. Горлиной; Ред. К. Фёдорова. — М.: Прогресс, 1967. — 104 с. (перевод стихов Хермана Вильденвея, Эллинга Сульхейма[норв.], Ингер Хагеруп, Арнульфа Эверланна).
- Якобсен, Ролф. Избранная лирика / Пер. Ю. Вронского. Предисл. Л. Горлиной. — М.: Молодая гвардия, 1982. — 63 с. — (Избранная зарубежная лирика). — 50 000 экз. (перевод стихов).
- Эгнер, Турбьёрн. Люди и разбойники из Кардамона = Folk og røvere i Kardemomme by / Пер. Т. Величко и Ю. Вронского. — СПб.: Азбука-классика, 2007. — 144 с. — (Очень прикольная книга). — 10 000 экз. — ISBN 978-5-911-81540-0. (перевод стихов).